# Pingüí emperador
El pingüí emperador o pingüí austral emperador (Aptenodytes forsteri) és una espècie de pingüí endèmica de l'Antàrtida, el més gran i pesant de tots els pingüins vivents. Els mascles i les femelles, semblants en plomatge i dimensions, assoleixen els 122 cm d'envergadura i pesen entre 22 i 45 kg. El seu nom científic, forsteri, li va ser donat en 1844 en honor del naturalista alemany Johann Reinhold Forster. Destaquen com a grans nedadors, per la seva particular forma de protegir-se del fred, per la seva monogàmia i el peculiar viatge que realitzen a la recerca del seu lloc de cria.
Un estudi fet l'any 2012, cartografiant mitjançant un satèl·lit d'imatges de molta alta resolució (Very High Resolution satellite images) va demostrar que la població total de pingüins emperador era el doble de la que s'havia considerat anteriorment. Amb aquest sistema s'han comptat uns 595.000 pingüins emperador respecte als 300.000 estimats anteriorment.

## Hàbitat
Viu per tota l'Antàrtida. Fora de les aigües antàrtiques esporàdicament s'observa a Sud-amèrica (Argentina i Xile), fins a Nova Zelanda i altres illes oceàniques dels mars del Sud.

## Descripció
Normalment viu més de vint anys, fins i tot hi ha constància que s'han donat casos que arriben als quaranta. De mitjana, els adults fan uns 1,1 metres d'altura i pesen uns trenta quilos. A principis de l'any 2000, científics de la Base Antàrtica Marambio de l'Argentina, van localitzar fòssils d'un avantpassat dels pingüins (Palaeeudyptes klekowskii) d'entre 37 i 40 milions millions d'anys amb individus d'uns 1,70 metres d'alçada.
El seu cap i ales són negres, l'abdomen és blanc; el seu bec és llarg, punxegut i lleugerament corb al seu extrem; les potes són de color gris i plenes de plomes fins a la meitat; presenta tons daurats als costats del coll. El mascle té un plec abdominal que li serveix de bossa per a incubar l'ou i cuidar la cria. Les cries estan cobertes per un espès plomatge gris, més llanós i opac que els adults. Aquesta capa és vital els primers dies.

## Conducta i alimentació
Principalment s'alimenta de krill, cefalòpodes i peixos petits. Per a trobar menjar, el pingüí emperador pot submergir-se de 150 a 250 metres en l'Oceà Antàrtic, fins i tot es pensa que pot fer submersions de 565 metres. A dins de l'aigua poden contenir la respiració fins a 20 minuts. La seva velocitat nedant és de 6 a 9 km per hora.
Per a combatre el fred, aquests pingüins formen compactes agrupacions amb una curiosa conducta de relleu. Els que estan més a l'exterior a poc a poc van endinsant-se al centre del grup, on la calor es conserva millor, i al mateix temps els de l'interior passen a les vores de l'agrupació, on serveixen de barrera contra el fred i el vent. Fora de la formació les temperatures arriben als 40° sota zero, dintre pot ser tan alta com 20 °C.

## Reproducció i cria

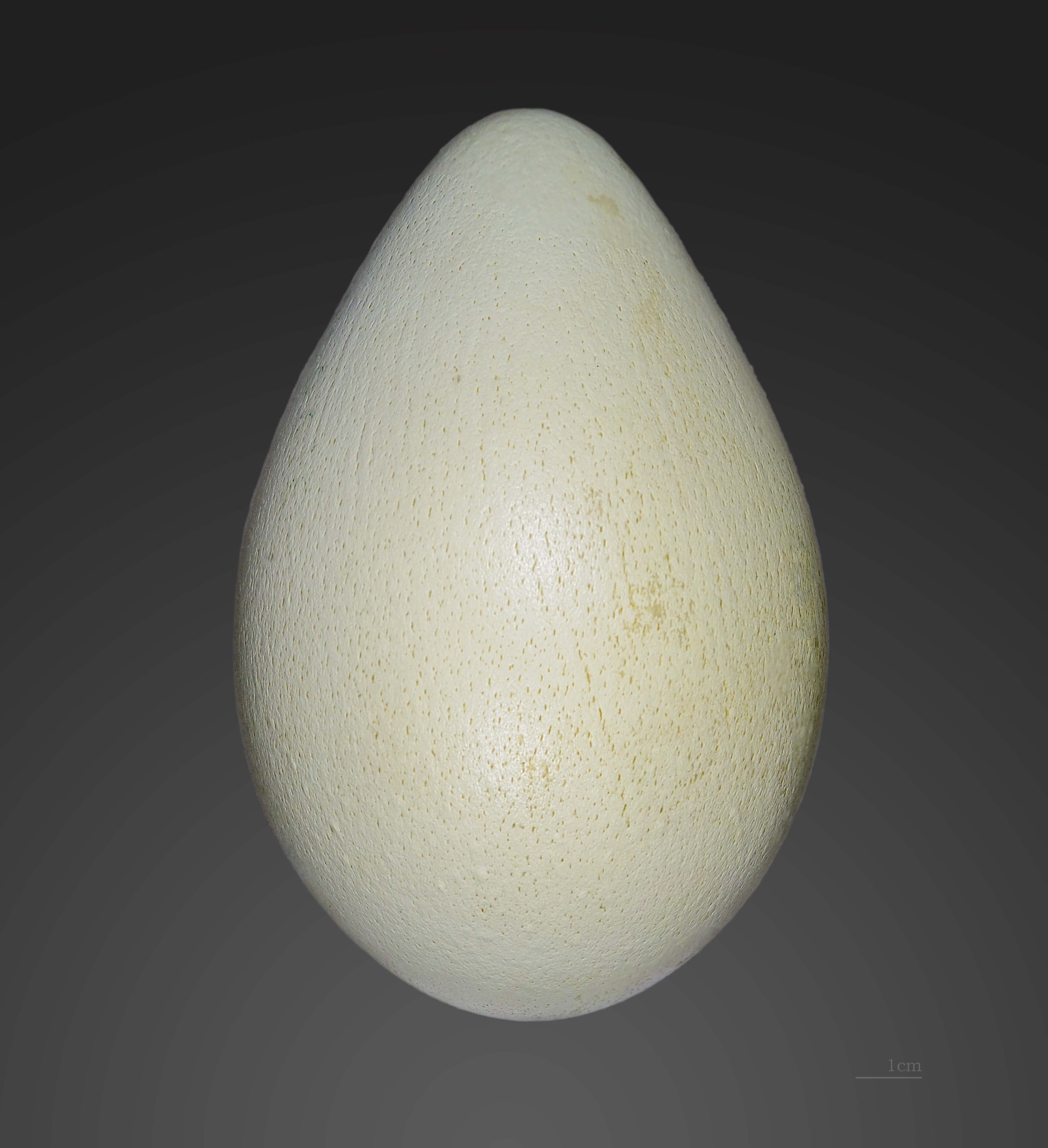
Ou

Els pingüins emperador recorren un noranta quilòmetres terra endins fins al lloc de cria, on apleguen centenars d'ells. Segueixen exactament el mateix camí que els seus antecessors per arribar fins al territori de reproducció. El viatge comença al març o abril, amb les temperatures extremes de 40° sota zero. Una vegada al lloc de cria, busquen parella en realitzar exhibicions, aixecar les ales o inclinar-se. Al maig o juny la femella pondrà un ou d'aproximadament 450 grams. Aquest és el moment en què la femella passa l'ou curosament amb les potes al mascle, si l'ou toqués el terra només poca estona, seria mortal pel pollet. Una vegada el mascle té l'ou a la seva borsa abdominal, la femella inicia altre cop el viatge cap al mar a la recerca de menjar.
Mentrestant els mascles formen compactes agrupacions en les quals s'alternen de l'interior a l'exterior de la formació i viceversa. Així sobreviuen al fred i al vent de fins a 200 km per hora. La incubació dura entre 62 i 64 dies. Si la criatura neix abans de la tornada de la seva mare, el seu pare l'alimentarà amb una substància que segrega una glàndula de l'esòfag. Després de dos mesos, la femella torna. Per distingir la seva parella i la cria entre centenars de pingüins criden (en animació s ha representat sovint com si cantéssin cançons) i es reconeixen per la veu. Regurgitarà el menjar i alimentarà la cria. És llavors el torn del mascle d'anar de nou a buscar menjar al mar. Després d'unes setmanes tornarà i els dos cuidaran de la criatura, tornant-se per anar a buscar menjar, i protegint la de depredadors. Una vegada sigui independent, formarà petits grups amb les altres cries imitant el comportament dels adults. Al desembre, ja seran grans i començaran el viatge cap al mar. Fins als cinc anys no es reproduirà. Aquestes aus són monògames serials, encara que cada any poden triar una parella diferent.

## Depredadors
Foca lleopard, petrell gegant antàrtic, orca i tauró.

## Preservació
No és una espècie rara. A la terra, les seves colònies sovint estan compostes per centenars de milers d'individus, encara que en el passat van sofrir grans massacres a les mans dels éssers humans, que les han matat pel seu greix i per la seva pell. Per fortuna, la inaccessibilitat de la regió antàrtica ha contribuït a la seva preservació.